# Horne-stenen
Horne-stenen er en runesten fundet i Horne i Vestjylland. Ifølge ældre meddelelse sad stenen ”hoss Huornum kircke i den øster kircke gierde ved stetten.” Den var blandt de runemindesmærker, der blev forlangt til København som følge af det kongelige reskript i 1652, men den kom ikke af sted. Fra 1872 til 1953 lå stenen i Nørholms have, hvorefter den blev flyttet tilbage til kirkegården, hvor den nu har en central plads syd for kirken. Et fragment af stenen er gået tabt, og kun den øverste del af runestenen er bevaret. Runeindskriften forbinder stenen til Læborg-stenen, Runestenen Bække 1 og Runestenen Bække 2, som alle tre er rejst i området sydvest for Jelling.
Det manglende fragment blev muligvis fundet i 1940'erne i forbindelse med vejarbejde, men  desværre ødelagt.

## Indskrift
| Translitteration | ...fnukatufi kaþi hauk þ--…                          |
| Transskription   | [Ra]fnunga-Tōfi gærði haug þ[annsi]/Þ[ōrvēaR(?)] ... |
| Oversættelse     | Ravnunge-Tue gjorde (Thyras/denne) høj …             |

Indskriften er formentlig ordnet i bustrofedon eller konturordning og begynder i højre side. Teksten omtaler Ravnunge-Tue, som også kendes fra Læborg-stenen, Runestenen Bække 1 og Runestenen Bække 2. Teksten har et for vikingetidens runestensindskrifter usædvanligt indhold, idet den ikke er rejst af X til minde om Y, men omtaler det at gøre høj. Samme usædvanlige indskrift ses i Bække 1, hvor Ravunge-Tue omtaler det at gøre høj sammen med to andre. Når den sidste beskadigede del af Horne-indskriften forsøgsvis oversættes med ’Thyras høj’ skyldes det sammenligningen med Bække 1-indskriften og Læborg-stenen.